# Sainte-Colombe-sur-Seine
Pour les articles homonymes, voir Sainte-Colombe.
Sainte-Colombe-sur-Seine est une commune française située dans le département de la Côte-d'Or, en région Bourgogne-Franche-Comté.

## Géographie
La commune est une bourgade agricole et industrielle d'environ 16 km2 de superficie pour un millier d'habitants située dans le nord du département de la Côte-d'Or, à 2 km à l'ouest de Châtillon-sur-Seine.

### Accessibilité
Sainte-Colombe est desservi par la RD 118, au sud en direction de la RD 965 reliant Auxerre à Chaumont et à l'est de la RD 971 reliant Troyes à Dijon.

### Hydrographie
Sainte-Colombe est traversée par la Seine dont le lit principal est coupé par la retenue d'un bief important dont la chute artificielle dégageait une puissance hydraulique de 300 CV pour l'ancienne forge.

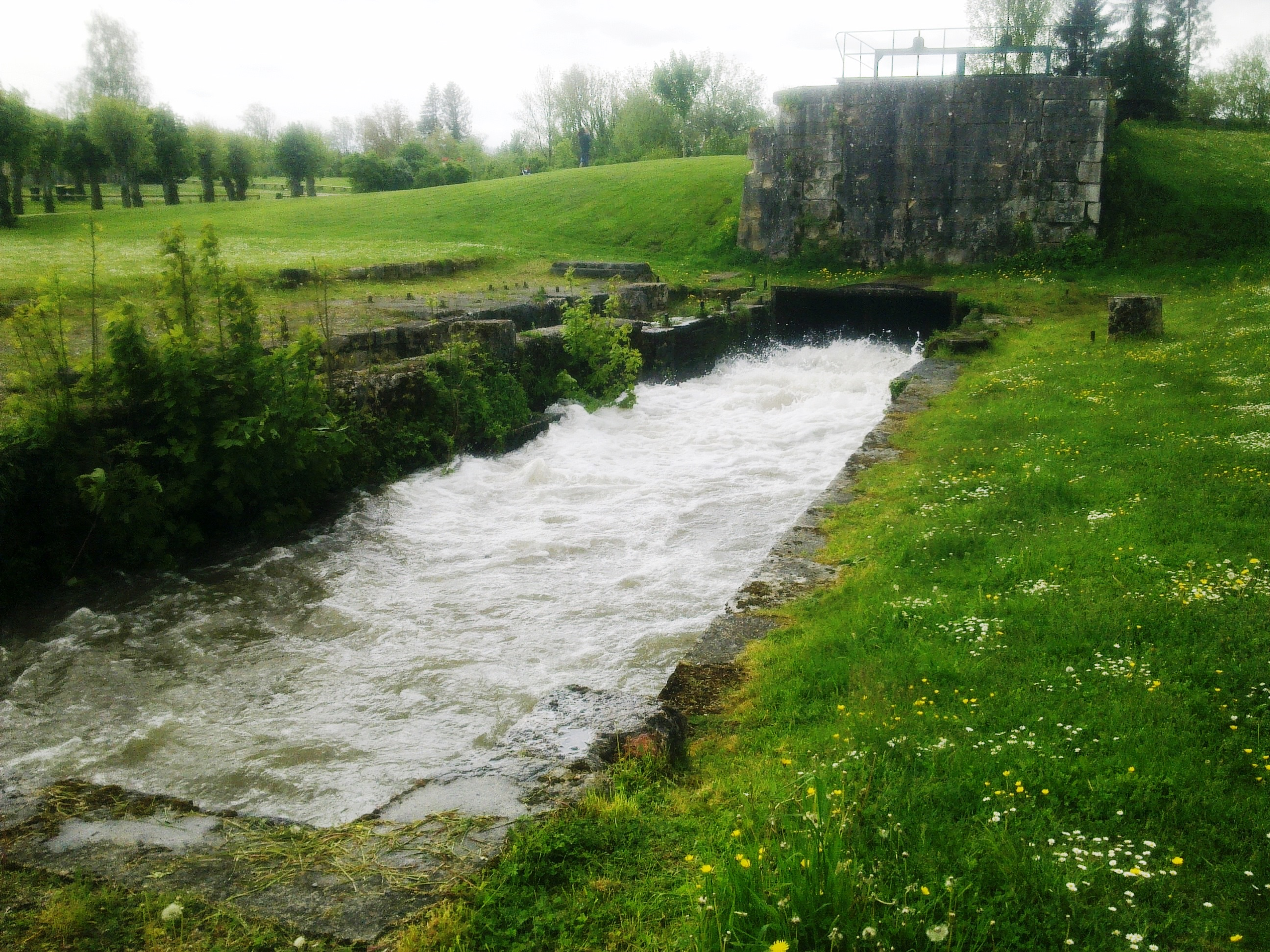
Le canal de l'ancienne turbine.
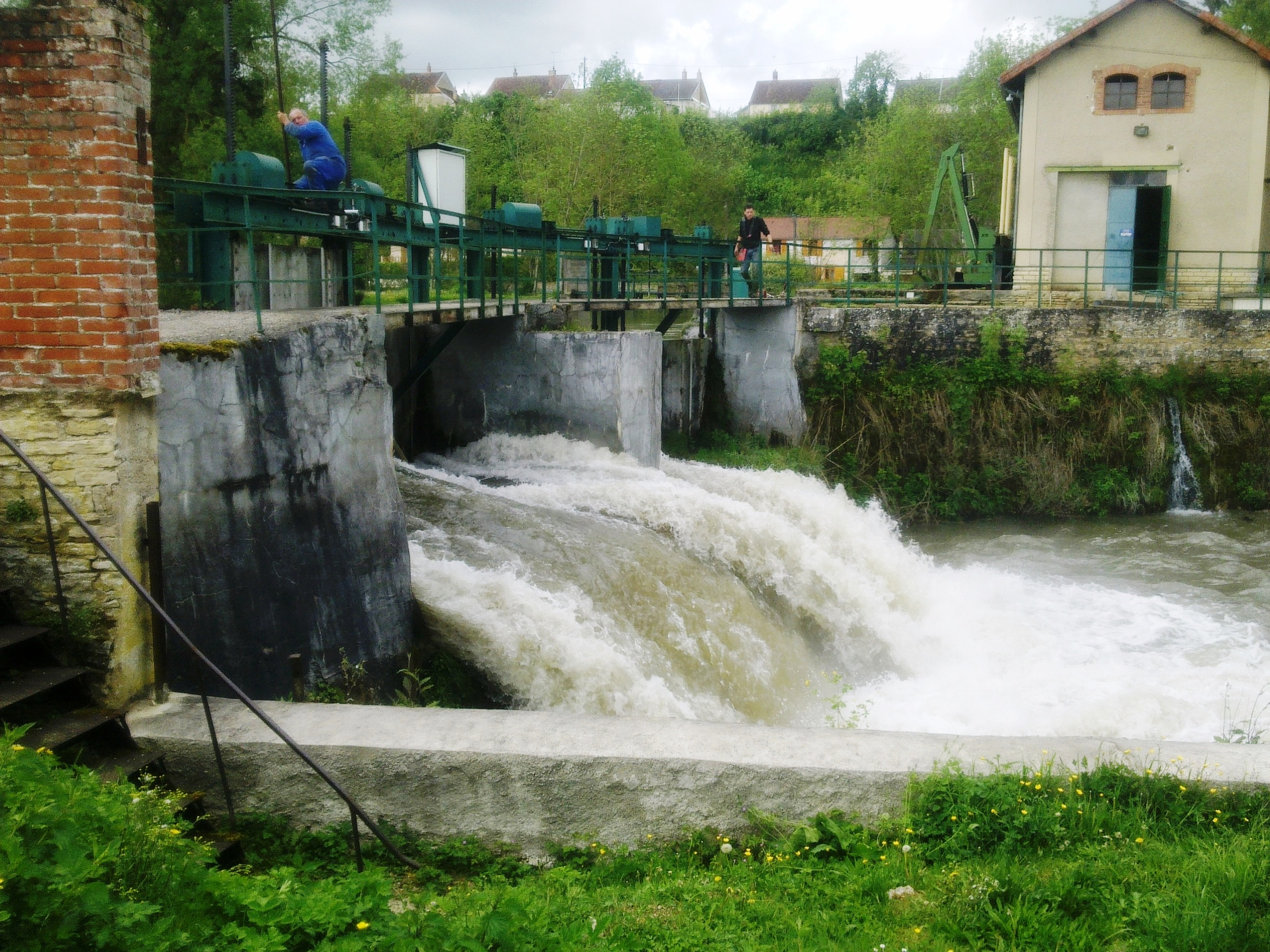
Les vannes du bief (crue 2015).

### Climat
Pour des articles plus généraux, voir Climat de la Bourgogne-Franche-Comté et Climat de la Côte-d'Or.
En 2010, le climat de la commune est de type climat des marges montargnardes, selon une étude du Centre national de la recherche scientifique s'appuyant sur une série de données couvrant la période 1971-2000. En 2020, Météo-France publie une typologie des climats de la France métropolitaine dans laquelle la commune est exposée à un climat océanique altéré et est dans la région climatique  Lorraine, plateau de Langres, Morvan, caractérisée par un hiver rude (1,5 °C), des vents modérés et des brouillards fréquents en automne et hiver. 
Pour la période 1971-2000, la température annuelle moyenne est de 10,2 °C, avec une amplitude thermique annuelle de 16 °C. Le cumul annuel moyen de précipitations est de 857 mm, avec 12,2 jours de précipitations en janvier et 8,4 jours en juillet. Pour la période 1991-2020, la température moyenne annuelle observée sur la station météorologique de Météo-France la plus proche, « Châtillon/Seine », sur la commune de Châtillon-sur-Seine à 3 km à vol d'oiseau, est de 10,8 °C et le cumul annuel moyen de précipitations est de 832,8 mm,. Pour l'avenir, les paramètres climatiques de la commune estimés pour 2050 selon différents scénarios d'émission de gaz à effet de serre sont consultables sur un site dédié publié par Météo-France en novembre 2022.

## Urbanisme

### Typologie
Au 1er janvier 2024, Sainte-Colombe-sur-Seine est catégorisée commune rurale à habitat dispersé, selon la nouvelle grille communale de densité à sept niveaux définie par l'Insee en 2022.
Elle est située hors unité urbaine. Par ailleurs la commune fait partie de l'aire d'attraction de Châtillon-sur-Seine, dont elle est une commune de la couronne,. Cette aire, qui regroupe 60 communes, est catégorisée dans les aires de moins de 50 000 habitants,.

### Occupation des sols
L'occupation des sols de la commune, telle qu'elle ressort de la base de données européenne d’occupation biophysique des sols Corine Land Cover (CLC), est marquée par l'importance des territoires agricoles (69,7 % en 2018), en diminution par rapport à 1990 (71,4 %). La répartition détaillée en 2018 est la suivante : terres arables (61,7 %), forêts (24,2 %), prairies (6,2 %), zones urbanisées (6 %), zones agricoles hétérogènes (1,7 %), zones industrielles ou commerciales et réseaux de communication (0,2 %). L'évolution de l’occupation des sols de la commune et de ses infrastructures peut être observée sur les différentes représentations cartographiques du territoire : la carte de Cassini (XVIIIe siècle), la carte d'état-major (1820-1866) et les cartes ou photos aériennes de l'IGN pour la période actuelle (1950 à aujourd'hui).

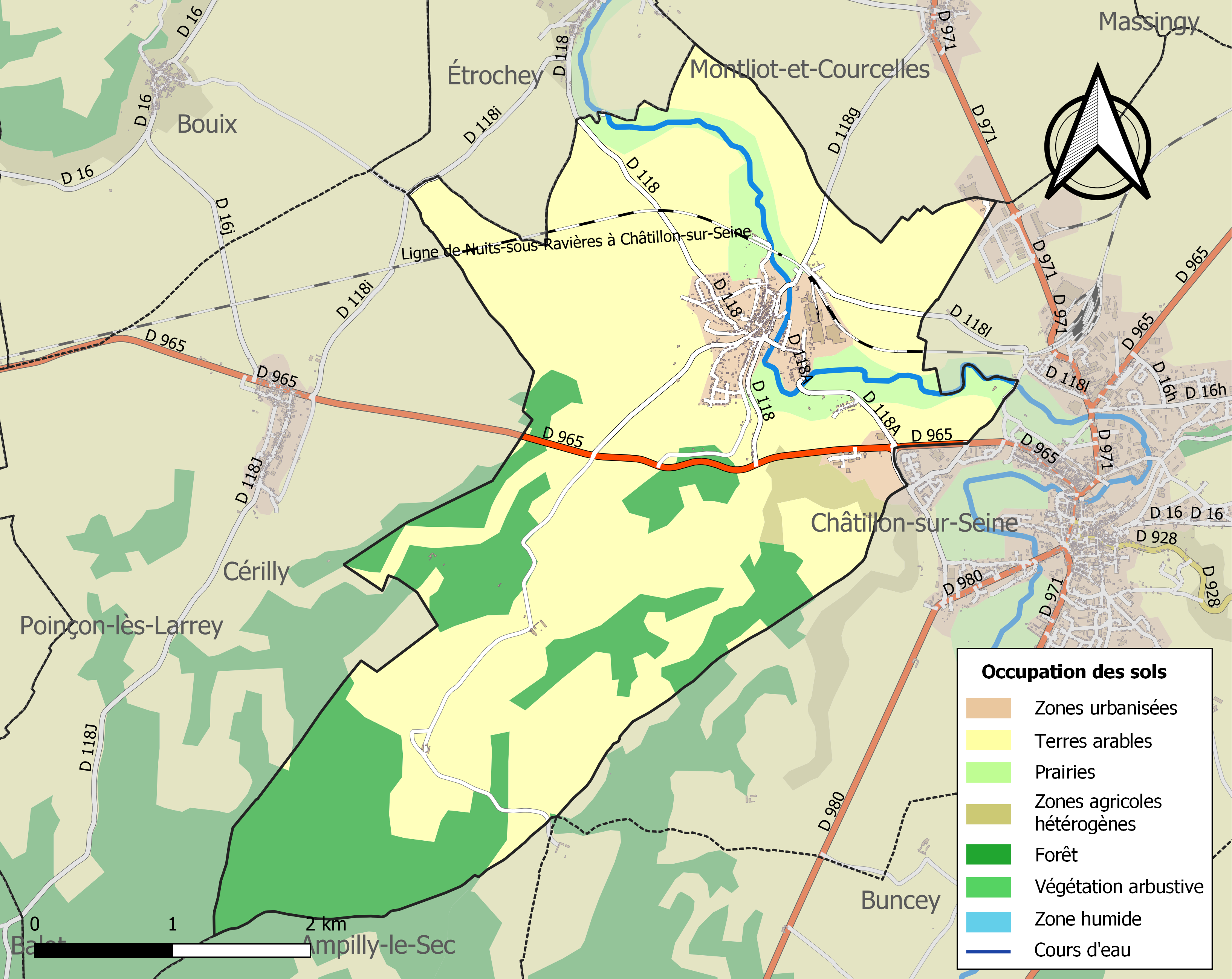
Carte des infrastructures et de l'occupation des sols de la commune en 2018 (CLC).

### Morphologie urbaine
Sainte-Colombe-sur-Seine est une bourgade agricole et industrielle d'environ 16 km2 de superficie pour un millier d'habitants située dans le nord du département de la Côte-d'Or, à 2 km à l'ouest de la ville de Châtillon-sur-Seine. Traversée au nord-est par le cours supérieur de la Seine, partiellement canalisé par un large bief, son altitude varie de 206 à 283 m. Elle est limitrophe au nord de la zone de production du Crémant du châtillonnais et de sa Route du Crémant.

### Voies de communication et transports
Située à trois kilomètres du centre de Châtillon, Sainte-Colombe est indirectement desservie par les routes départementales 971 (Troyes-Dijon via Châtillon), 965 (Auxerre-Châtillon), 65 (Chaumont-Châtillon), 428 (Langres-Châtillon) et 980 (Montbard-Châtillon).
Depuis le déclassement du service voyageurs de la gare de Châtillon-sur-Seine située à 2,3 km, le Réseau interurbain de Côte-d'Or assure les navettes vers les autres gares en activité. Le trafic principal se fait via la gare TGV de Montbard pour un temps de trajet routier d'environ 40 minutes depuis la gare de Châtillon.
Les aéroports les plus proches sont ceux d'Auxerre-Branches à 78 km et de Dijon Bourgogne-Longvic à 79 km.

## Histoire
L'histoire de Sainte-Colombe est remarquable à deux titres au moins :

### Protohistoire et Antiquité
.

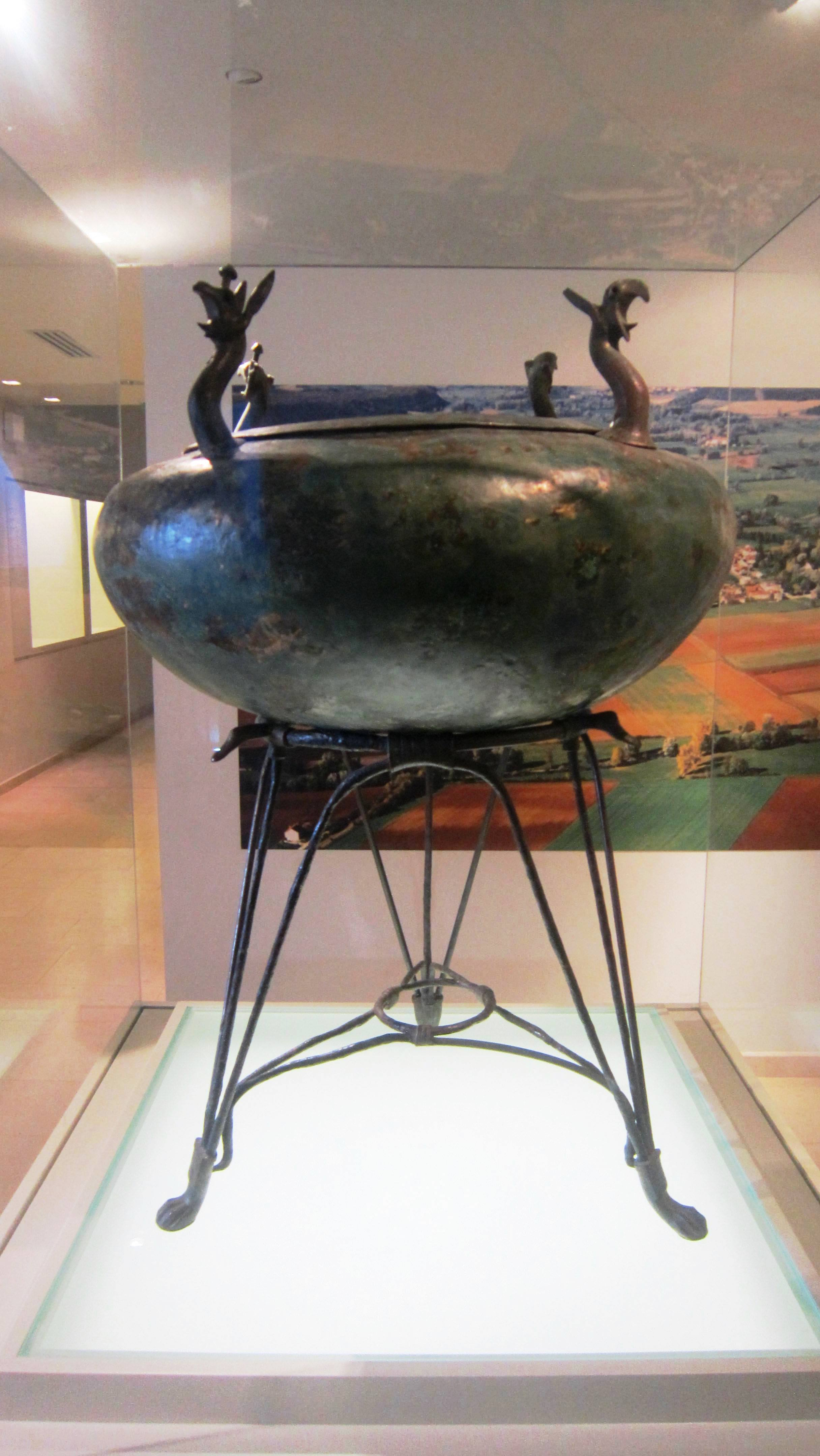
Le lébès (musée du Pays châtillonnais).

Située non loin du site de la tombe de Vix, Sainte-Colombe se trouve sur un territoire archéologique très riche. Dès le XIXe siècle, plusieurs tumulus recouvrant des tombes à char protohistoriques y sont fouillés, à la demande de Napoléon III, sur Les Mousselots. La première, située au lieu-dit La Garenne, a fourni en 1846, un magnifique lébès en bronze d'origine étrusque ou anatolienne, conservé au musée du Pays Châtillonnais de Châtillon-sur-Seine, et dans l'autre, au lieu-dit la Butte, des bijoux en or - bracelets et boucles d'oreille - conservés au musée d'archéologie nationale (MAN) de Saint-Germain-en-Laye ont été découverts dans la sépulture à char d'une femme.

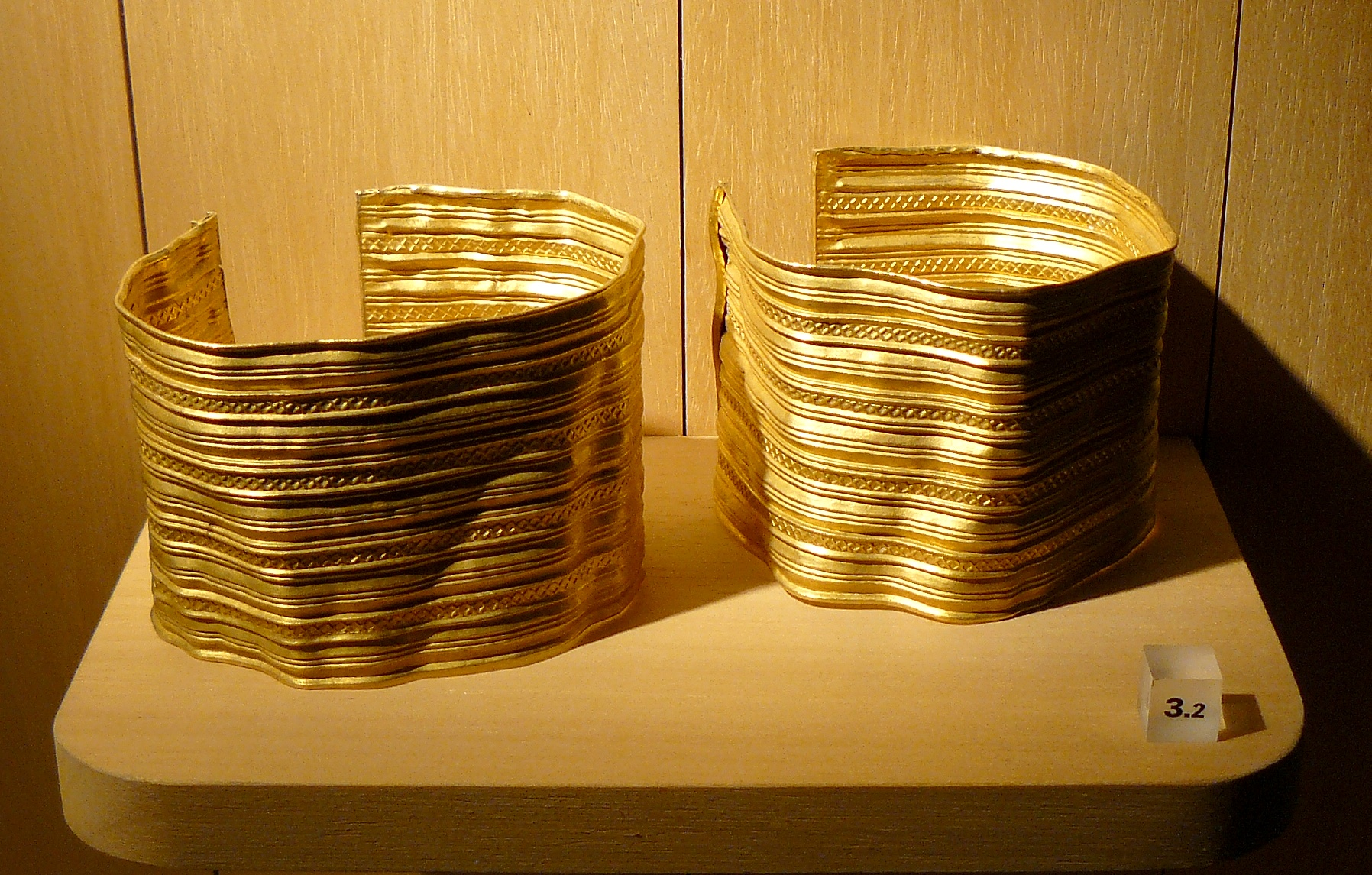
Deux bracelets en or VIe siècle av. J.-C. (MAN).
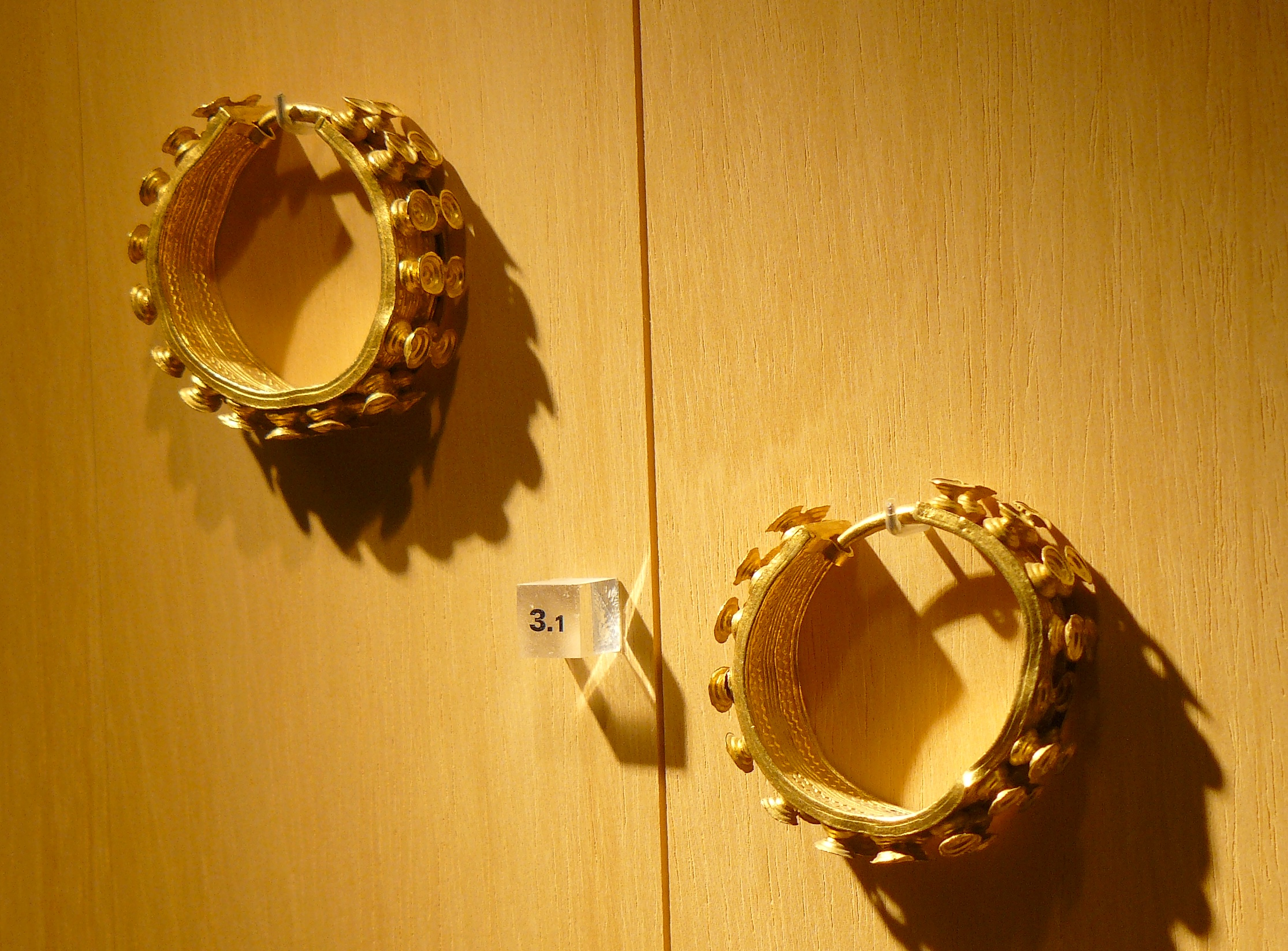
Boucles d'oreilles VIe siècle av. J.-C. (MAN).

Les vestiges de plusieurs villas gallo-romaines ont été repérées dès 1851 sur le territoire communal particulièrement aux environs de l'actuel cimetière. Un élément de colonne mortuaire représentant Vénus et une femme drapée découvert en 1867 est conservé au musée du pays châtillonnais.

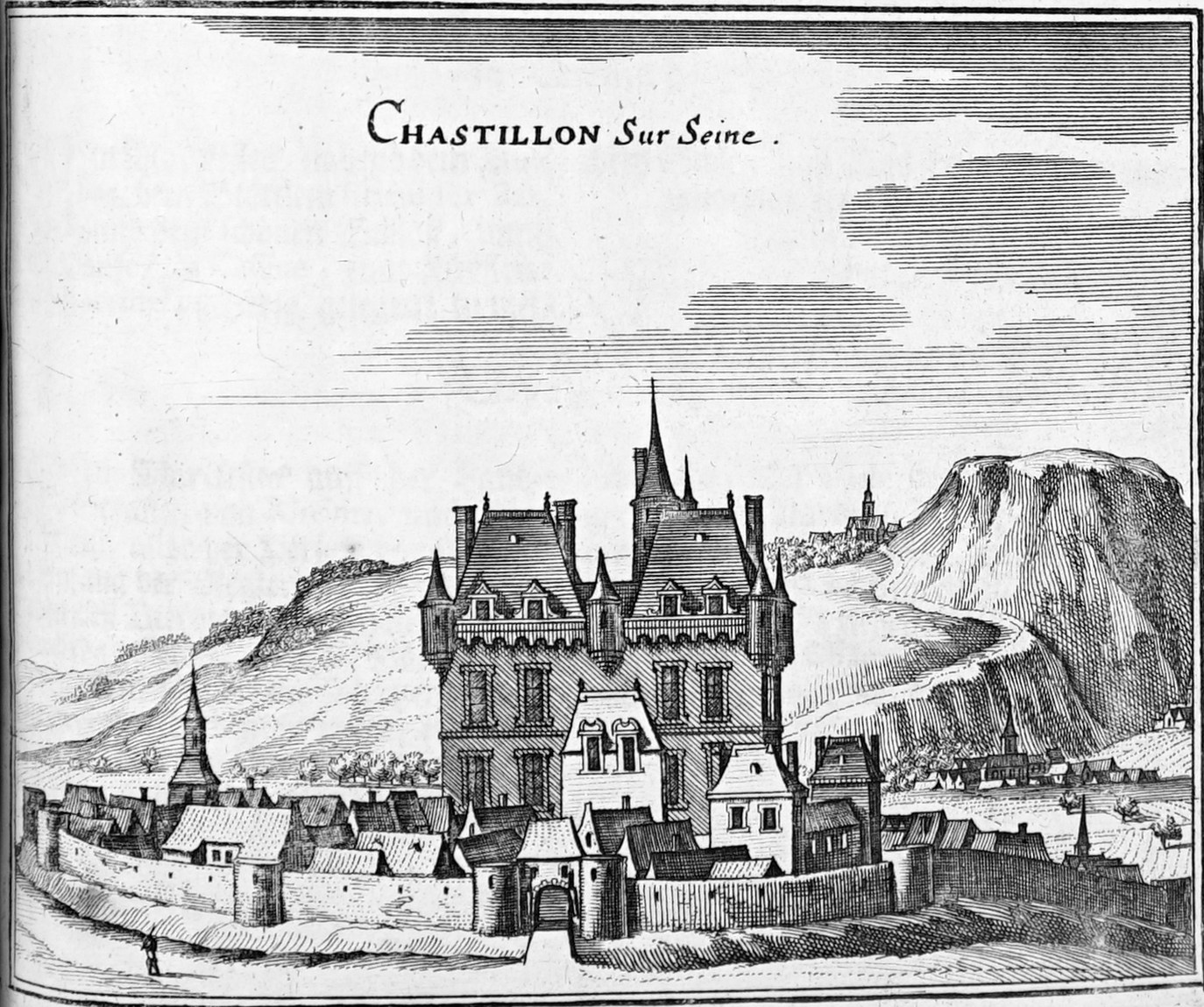
Le Chatelot, in Topographia Galliæ de Martin Zeiller, XVIIe.

### Moyen Âge
Sainte-Colombe relève au Moyen Âge du duché de Bourgogne et de l'évêché de Langres. Le village de Chavognier, cité dès 1100, dépend de l'abbaye Notre-Dame de Châtillon ; à la même époque l'église de Sainte-Colombe et les hameaux de La Fortelle et de Gros-Cul, longtemps dotés d'une chapelle Saint-Roch, relèvent de l'abbaye Notre-Dame de Molesme. Comme l'attestent deux historiques de Châtillon parus au XIXe siècle, qui font état à diverses reprises du seigneur de Sainte-Colombe une seigneurie est établie à Sainte-Colombe dont les premiers seigneurs furent ceux de Larrey puis les Rolin qui établissent dès le XVe siècle la maison seigneuriale du Châtelot aux limites de Châtillon.

### Époque moderne et l'histoire industrielle

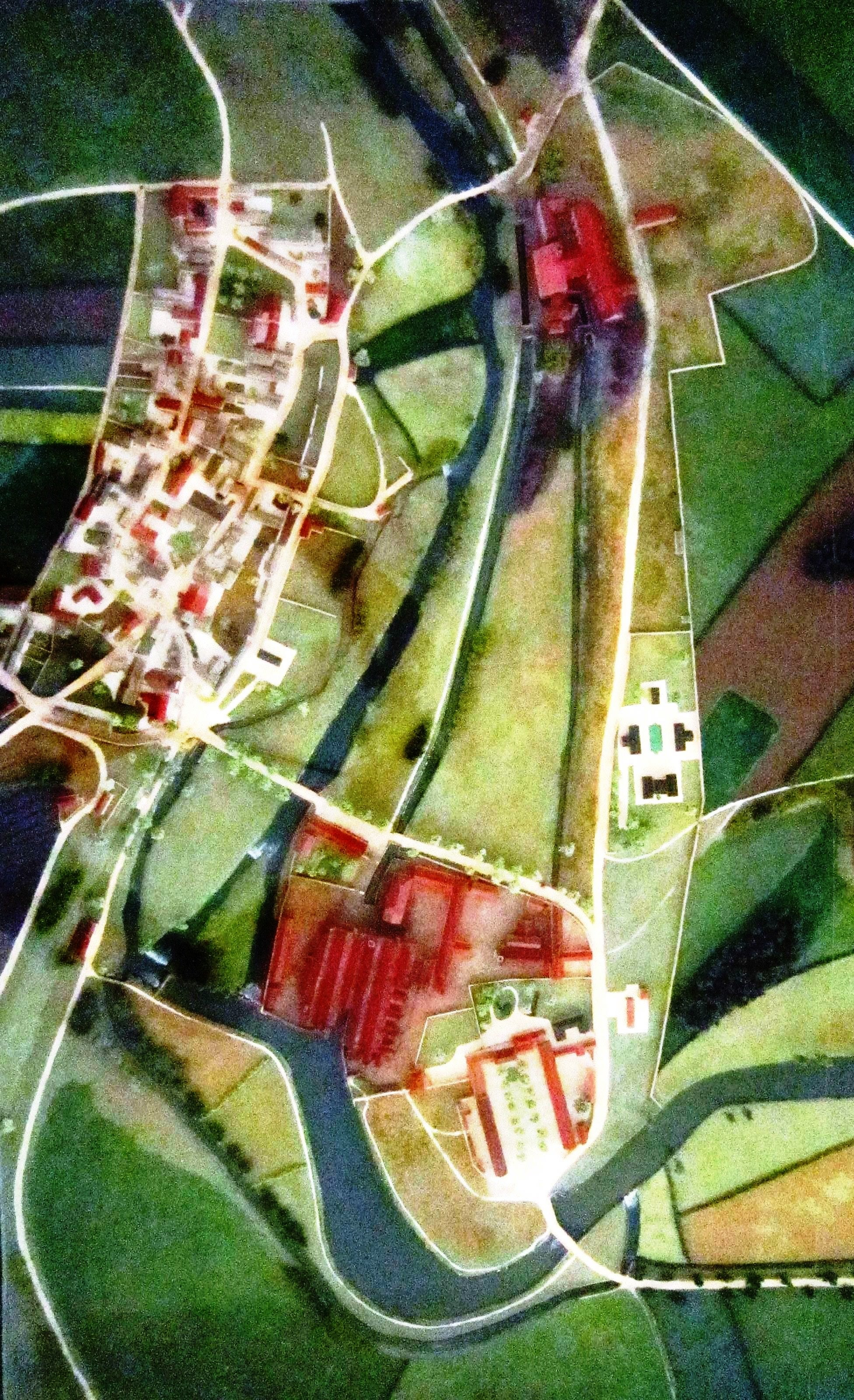
Vers 1840 : en bas les forges et le cours Marmont ; à gauche l'ancien village.

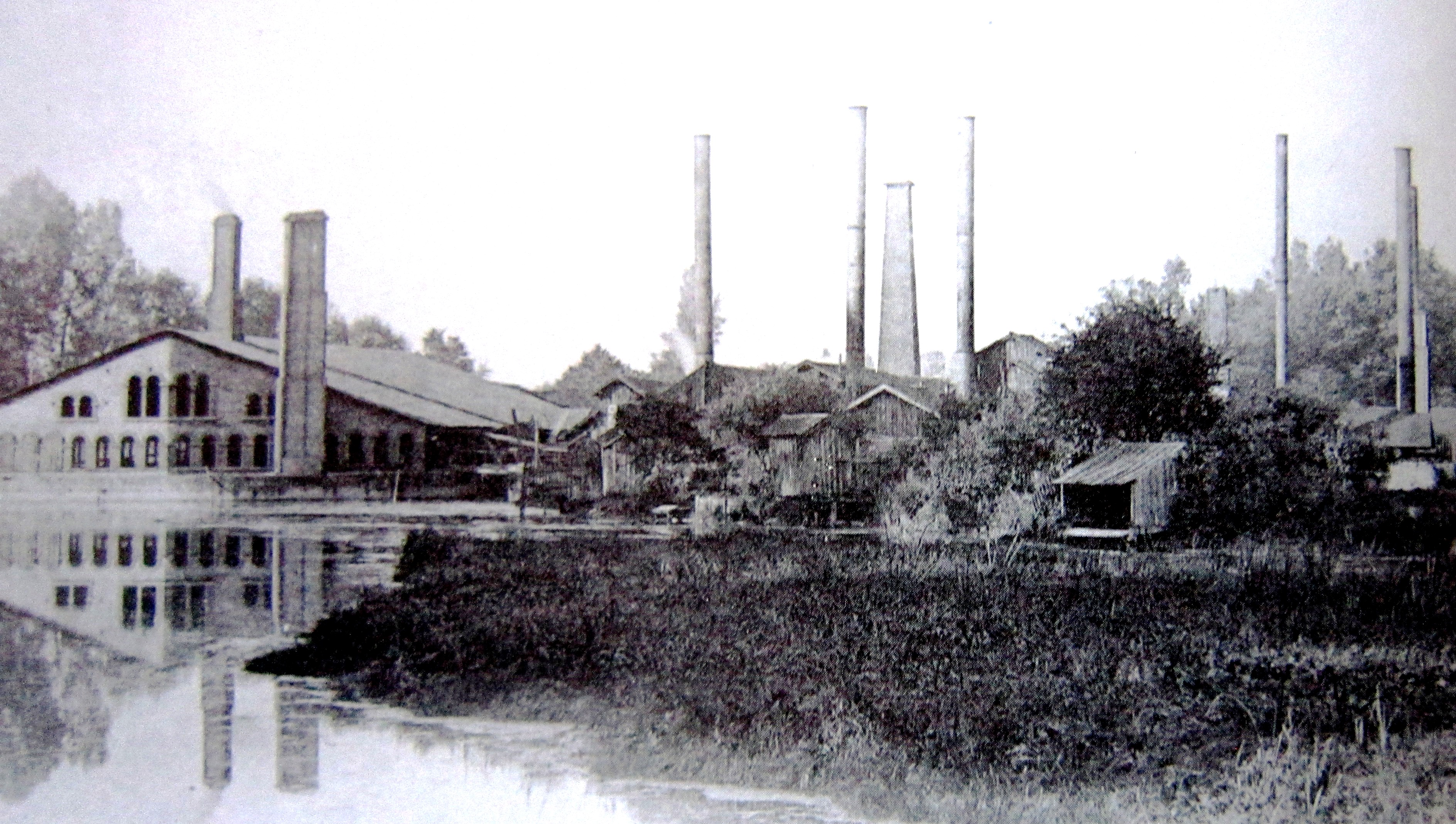
La forge Marmont se mirant dans le bief à la fin du XIXe.

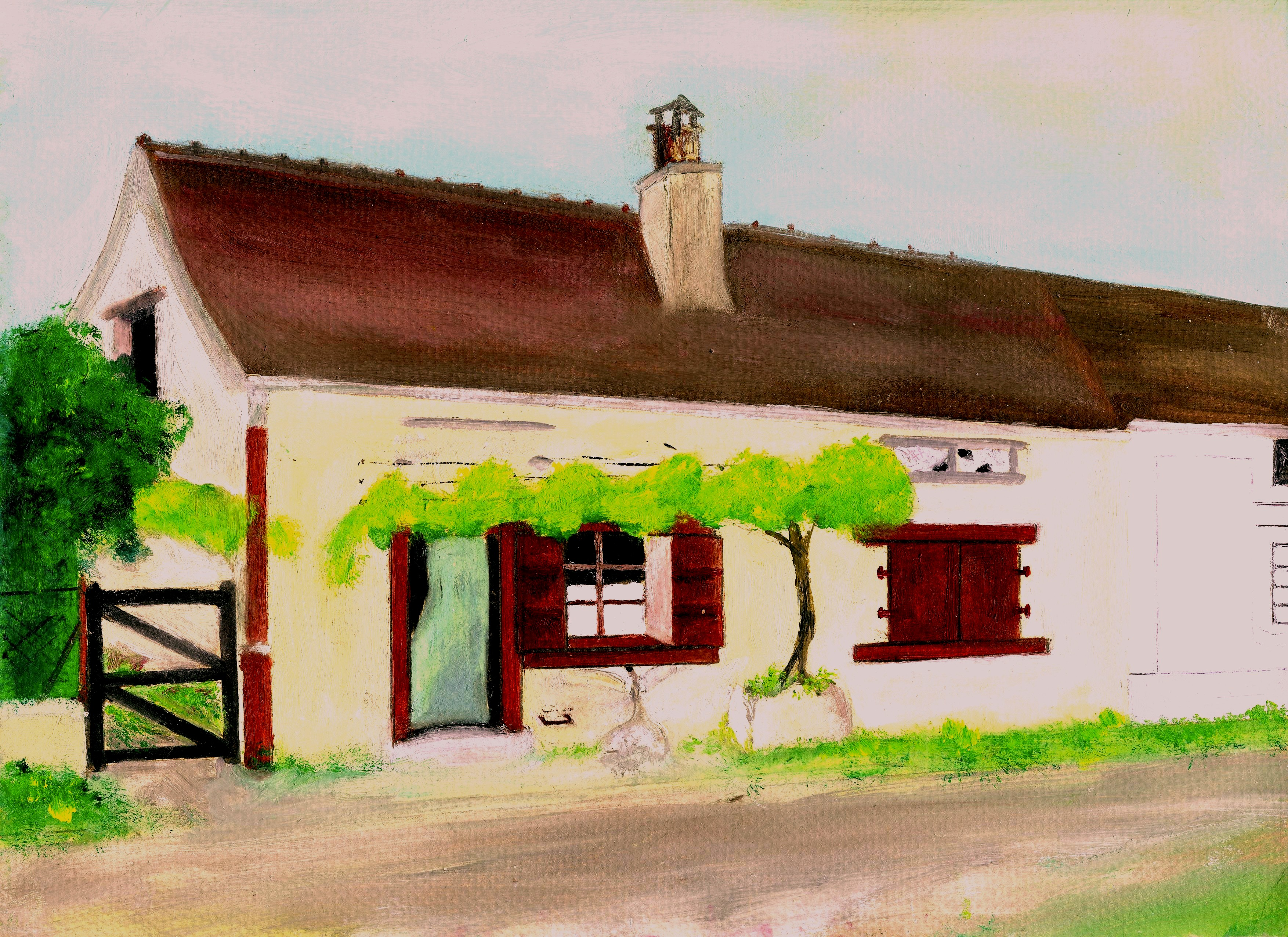
Ancienne maison ouvrière.

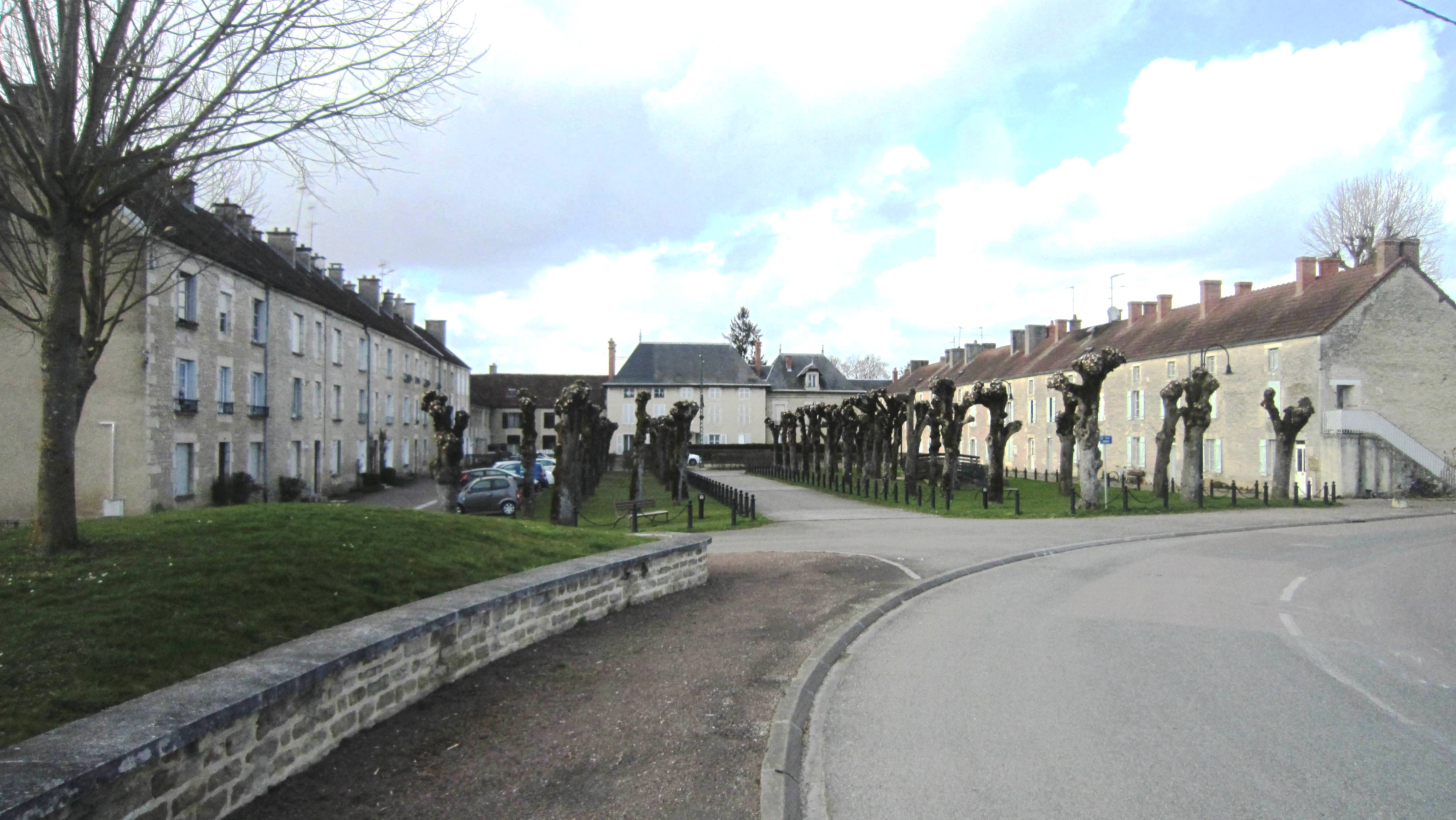
Le cours Marmont.

La seigneurie passe ensuite entre diverses mains dont celle des Reigner, seigneurs de Romprey qui la cèdent en 1701 à Simon Viesse dont la descendance prend le nom de Marmont. Le village est alors fortifié depuis vingt ans. Deux tours d'angle au nord de l'ancien bourg et une autre (ou important pigeonnier ?) attachée à l'ancien presbytère à l'angle sud-ouest dateraient de cette époque. 

Dès le début du XVIIe siècle, une forge existe déjà à Sainte-Colombe où un haut fourneau est édifié en 1776 par Nicolas Vieisse sur le site du hameau de Chavonnier. Sous la Révolution française la commune porte successivement les noms de Belle-Roche en 1789, de Sainte-Colombe en 1793 et Colombe-sur-Seine en 1801. En 1822 le maréchal Marmont, châtelain de Châtillon-sur-Seine, modernise la fonderie "à l'anglaise" et remplace le bois par la houille dans les fourneaux, avant de la revendre deux ans plus tard. La cour Marmont qui regroupe des logements ouvriers autour de la maison du directeur date de cette époque ainsi que de nombreuses maisons ouvrières avec leur jardin potager, leur coopérative et un dispensaire longtemps confié aux sœurs de la Providence de Langres qui y possèdent leur propre chapelle Saint-Louis, détruite en 1972.
Vers 1847, la fonderie dépend de la société Bouguéret, Martenot et Cie, résultant d'un regroupement de maîtres de forges du Châtillonnais et de l'Allier. Grâce à la force hydraulique fournie par une turbine utilisant la chute artificielle d'un bief de retenue creusé sur la Seine dégageant une puissance hydraulique de 300 CV la production annuelle de fer avoisine 16 000 tonnes en 1852. L'usine emploie alors 700 permanents et 500 intérimaires au service des hauts fourneaux.
Avec l'épuisement du minerai de fer local, ceux-ci s'éteignent en 1869. À cette date, l'usine qui dépend depuis sept ans de la compagnie des forges de Châtillon-Commentry et Neuves-Maisons réussit sa reconversion grâce à l'adoption de nouvelles technologies et le bourg atteint son pic de population dans les années 1880. La Guerre de 1914-1918 éprouve fortement la région mais après l'abandon de la forge Marmont une nouvelle usine voit le jour en 1920 près de la nouvelle voie de chemin de fer. Pointerie-grillagerie jusqu'en 1950, elle se spécialise ensuite dans les câbles précontraints pour le bâtiment. Dans les années 1970 l’usine emploie encore 600 personnes jusqu'à la fusion des Forges avec le groupe Usinor en 1979. Repris depuis par le groupe ArcelorMittal en juin 2006 lors de la fusion des deux groupes, le site ne compte plus qu’une cinquantaine de salariés et une quinzaine d’intérimaires. En 2019, le site est repris par le groupe allemand Mutares.

### Passé ferroviaire de la commune
|  |  |  |

La commune est traversée par deux lignes ferroviaires qui convergent en une seule à environ 200 m au nord-ouest de la gare :
- de 1864 à nos jours pour le fret (le service voyageurs ayant fermé dès 1938) fonctionne la ligne de Nuits-sous-Ravières à Châtillon-sur-Seine, prolongée jusqu'à Brion-sur-Ource (silos de l'entreprise Soufflet) sur l'ancienne ligne de Bricon à Châtillon-sur-Seine neutralisée au delà ;
- de 1882 au 2 mars 1969, la commune reçoit la ligne de chemin de fer de Troyes à Gray, laquelle, venant du nord de la gare de Pothières, passait à l'est du village, s'arrêtait à la gare de Sainte-Colombe et se dirigeait ensuite vers la gare de Châtillon-sur-Seine.

La gare, dont les bâtiments sont désormais privatisés, est située au nord-ouest du village dans la rue éponyme. L'horaire ci-dessus montre qu'en 1914, 4 trains s'y arrêtaient chaque jour dans le sens Troyes-Gray et 4 autres dans l'autre sens.
A une époque où le chemin de fer était le moyen de déplacement le plus pratique, cette ligne connaissait un important trafic de passagers et de marchandises. À partir de 1950, avec l'amélioration des routes et le développement du transport automobile, le trafic ferroviaire a périclité et la ligne a été fermée le 2 mars 1969 au trafic voyageurs puis désaffectée.
La gare de Sainte-Colombe fonctionne pour les voyageurs en direction de Troyes jusqu'au 31 mai 1980 par la ligne de Saint-Julien (Troyes) à Gray qui a également fonctionné vers Gray jusqu'au 2 mars 1969.

## Politique et administration
| Période | Période  | Identité         | Étiquette | Qualité                   |
| ------- | -------- | ---------------- | --------- | ------------------------- |
|         |          |                  |           |                           |
| 1995    | 2020     | Francis Castella | PRG       | Entrepreneur en bâtiments |
| 2020    | En cours | Cyril Mayer      |           |                           |

Sainte-Colombe appartient :
- à l'arrondissement de Montbard,
- au canton de Châtillon-sur-Seine et
- à la communauté de communes du pays châtillonnais

## Démographie
L'évolution du nombre d'habitants est connue à travers les recensements de la population effectués dans la commune depuis 1793. Pour les communes de moins de 10 000 habitants, une enquête de recensement portant sur toute la population est réalisée tous les cinq ans, les populations de référence des années intermédiaires étant quant à elles estimées par interpolation ou extrapolation. Pour la commune, le premier recensement exhaustif entrant dans le cadre du nouveau dispositif a été réalisé en 2006.

En 2022, la commune comptait 919 habitants, en évolution de −2,65 % par rapport à 2016 (Côte-d'Or : +0,82 %, France hors Mayotte : +2,11 %).
| 1793 | 1800 | 1806 | 1821 | 1836 | 1841 | 1846  | 1851  | 1856  |
| ---- | ---- | ---- | ---- | ---- | ---- | ----- | ----- | ----- |
| 284  | 319  | 324  | 253  | 755  | 867  | 1 099 | 1 090 | 1 224 |

| 1861  | 1866  | 1872  | 1876  | 1881  | 1886  | 1891  | 1896  | 1901  |
| ----- | ----- | ----- | ----- | ----- | ----- | ----- | ----- | ----- |
| 1 326 | 1 322 | 1 406 | 1 463 | 1 444 | 1 403 | 1 304 | 1 218 | 1 248 |

| 1906  | 1911  | 1921 | 1926  | 1931  | 1936  | 1946  | 1954  | 1962  |
| ----- | ----- | ---- | ----- | ----- | ----- | ----- | ----- | ----- |
| 1 262 | 1 169 | 876  | 1 118 | 1 180 | 1 121 | 1 160 | 1 220 | 1 245 |

| 1968  | 1975  | 1982  | 1990  | 1999  | 2006 | 2011 | 2016 | 2021 |
| ----- | ----- | ----- | ----- | ----- | ---- | ---- | ---- | ---- |
| 1 230 | 1 330 | 1 201 | 1 151 | 1 042 | 932  | 969  | 944  | 921  |

| 2022 | - | - | - | - | - | - | - | - |
| ---- | - | - | - | - | - | - | - | - |
| 919  | - | - | - | - | - | - | - | - |

Jusqu'au début du XIXe siècle, la population essentiellement rurale est de l'ordre de 300 âmes puis le développement des forges entraîne un fort besoin de main-d’œuvre et grâce à la construction de logements ouvriers elle passe à plus de 1 000 cinquante ans plus tard pour atteindre son apogée et dépasser les 1 400 après la Guerre de 1870. La Grande guerre entraîne une chute drastique des effectifs qui remontent ensuite régulièrement pour atteindre 1 300 dans les années 1970 avant de décroître à nouveau avec la baisse de l'activité de l'Usine. La population semble se stabiliser légèrement en dessous de 1 000 depuis le début du XXIe siècle.

## Économie et industrie
Le développement humain et économique de Sainte-Colombe est lié à celui de l'industrie métallurgique, aujourd'hui en déclin.
Au début du XXIe siècle, on relève :
- la tréfilerie Tréfilunion (42 p., ex-Arcelor-Mittal, depuis 2019 groupe allemand Mutares)[35].

## Vie associative
La pêche est très pratiquée sur le cours de la Seine ainsi que la chasse en saison. L'agglomération dispose par ailleurs d'un boulodrome, un court de tennis, un terrain de football, un équipement d'athlétisme, un plateau d'éducation physique et sportive, une salle non spécialisée et cinq terrains de grands jeux.
On recense sur le territoire communal diverses associations sportives et/ou culturelles dont certaines attestent d'un souci ancien d'animation de la vie collective :
- L'Etoile colombine du rassemblement athlétique en châtillonnais créée en 1900 ;
- La Boule amicale colombine.
- La Nouvelle Étoile Colombine, club de football amateur créé en 2022.

D'autres, plus récentes, répondent à une problématique sociale plus contemporaine comme la Maison des jeunes et de la culture de  Sainte-Colombe, le Groupe Recherche d'Emplois Nouveaux (GREN) et le Centre d'accueil de demandeurs d'asile (CADA) Coallia.

## Lieux et monuments
- Le cours Marmont et son environnement sont un témoignage admirablement bien préservé de l'architecture d'une cité industrielle du XIXe siècle. Il abrite une annexe du musée sidérurgique des forges de Buffon[36].
- L'église Saint-Laurent[37] construite en 1839 avec le développement de la cité ouvrière sur l'emplacement d'une église ancienne dont elle a conservé la statuaire et le mobilier, a été récemment rénovée intérieurement. Son mobilier liturgique, sa statuaire dont un Christ en croix du XVIe et 5 tableaux dont deux du XVIIe font l'objet d'une inscription à l'inventaire général du patrimoine culturel[38].
- Six calvaires dont deux du XVIIIe siècle sont répertoriés sur le territoire communal[39].
- Un imposant viaduc sur la Seine témoigne de l'ancienne activité ferroviaire liée à l'industrie du fer et aujourd'hui du bois.
- Afin de valoriser ce patrimoine un parcours pédestre a été aménagé autour du bief avec des panneaux explicatifs sur les forges anciennes, l'usine actuelle, la faune et la flore ainsi que des postes d'observation.

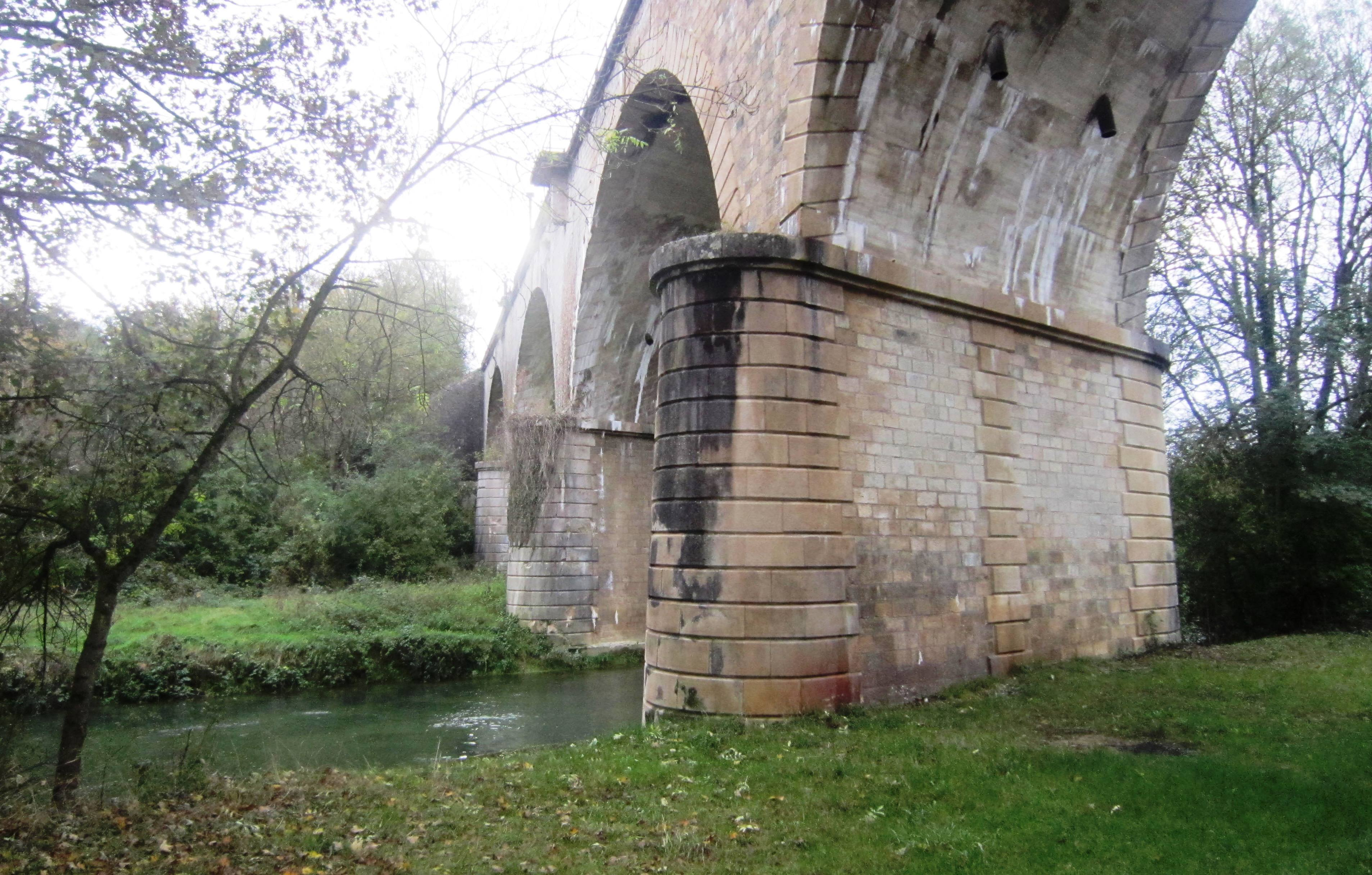
Le viaduc ferroviaire.
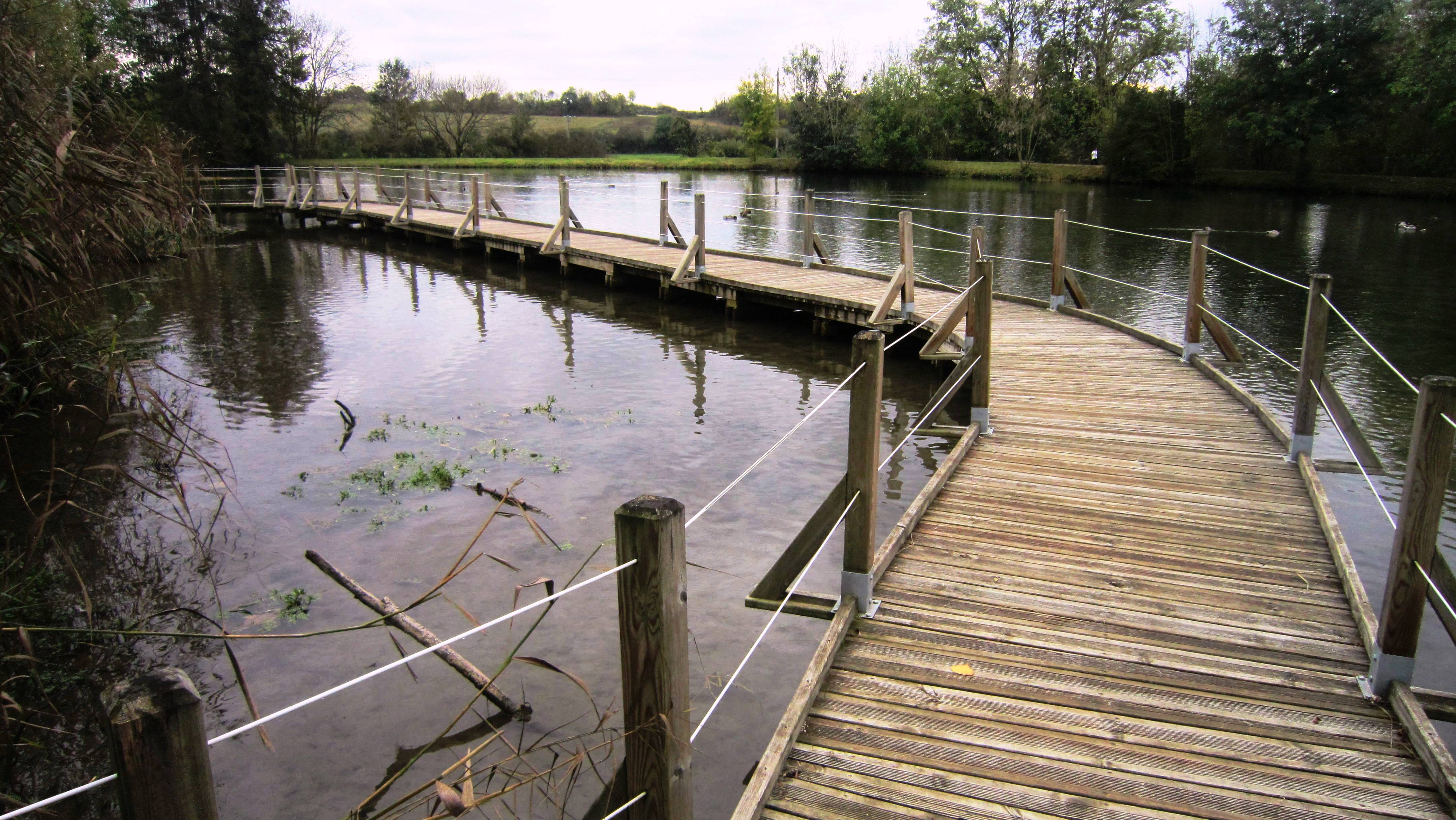
Les aménagements du bief.
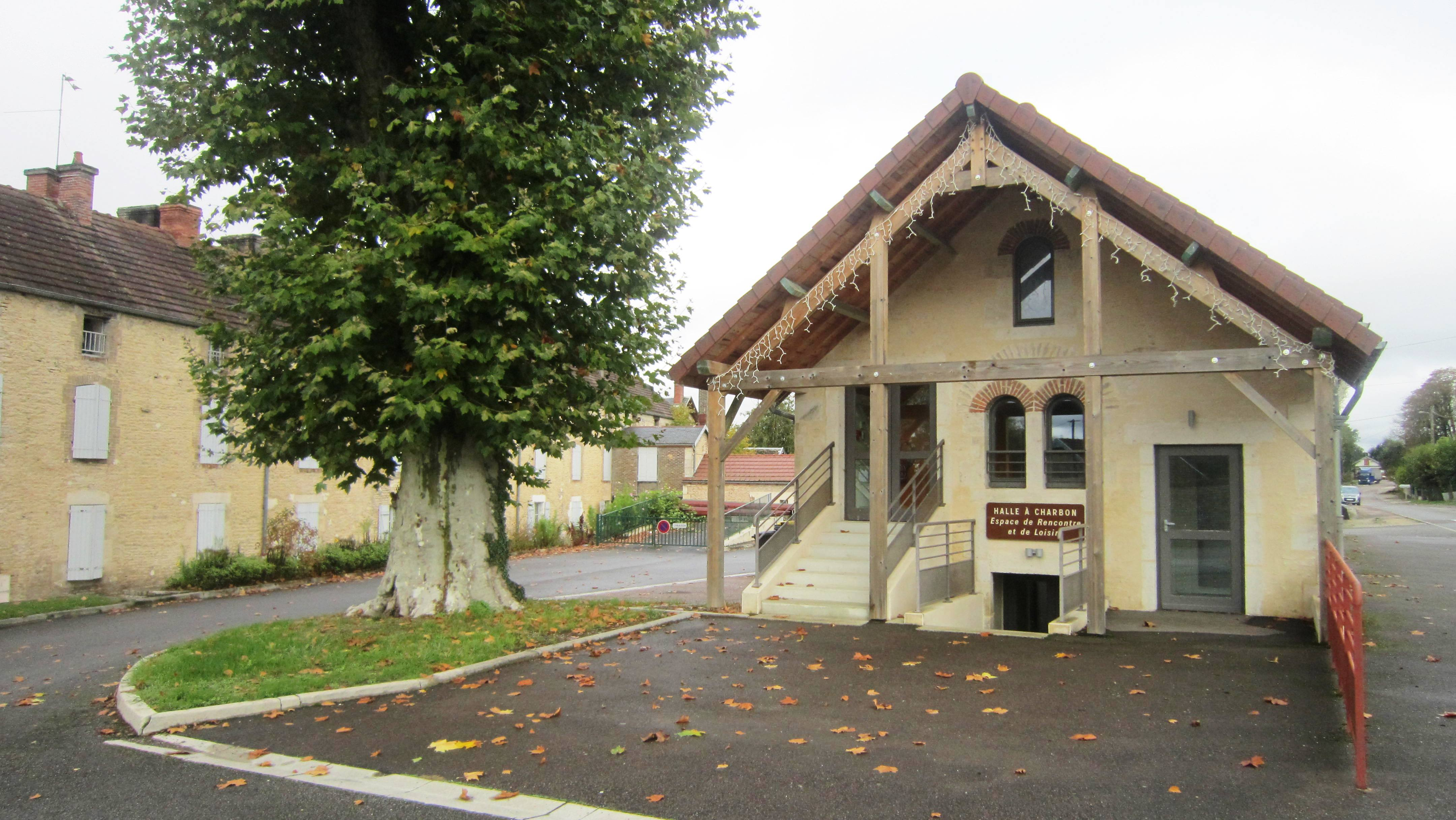
L'ancienne halle à charbon.

## Divers

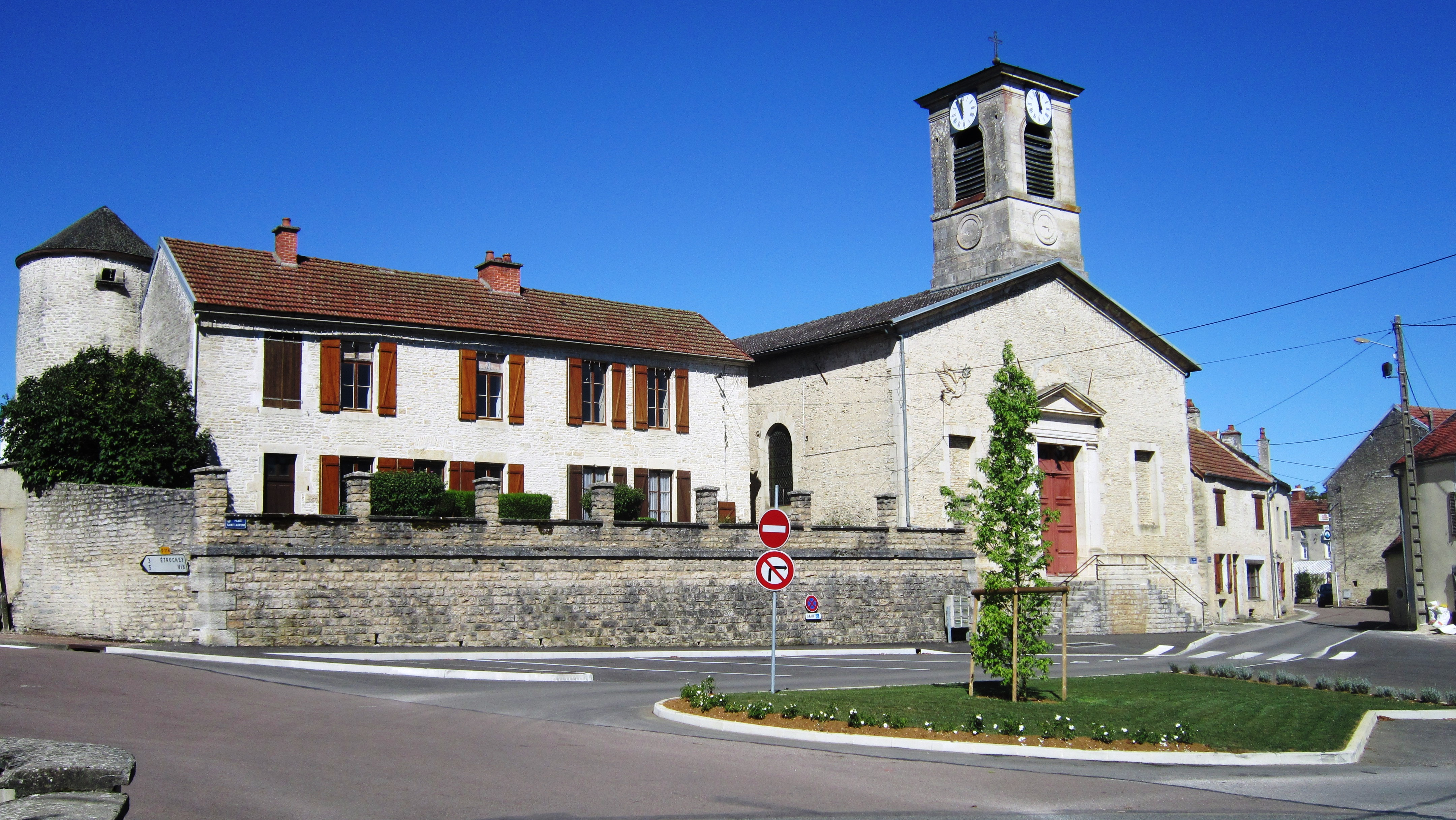
La place Saint-Laurent et l'église.

### Cultes
- Catholique : l'église Saint-Laurent est rattachée à la paroisse de Châtillon-sur-Seine[40].
- Protestant : le temple de l'Église de Dieu desservant le châtillonnais se trouve sur le territoire de la commune, à l'écart sur la route de Tonnerre.

### Jumelage
Sainte-Colombe est jumelée avec Ohey, commune belge francophone de la province de Namur.

### Personnalités liées à la commune

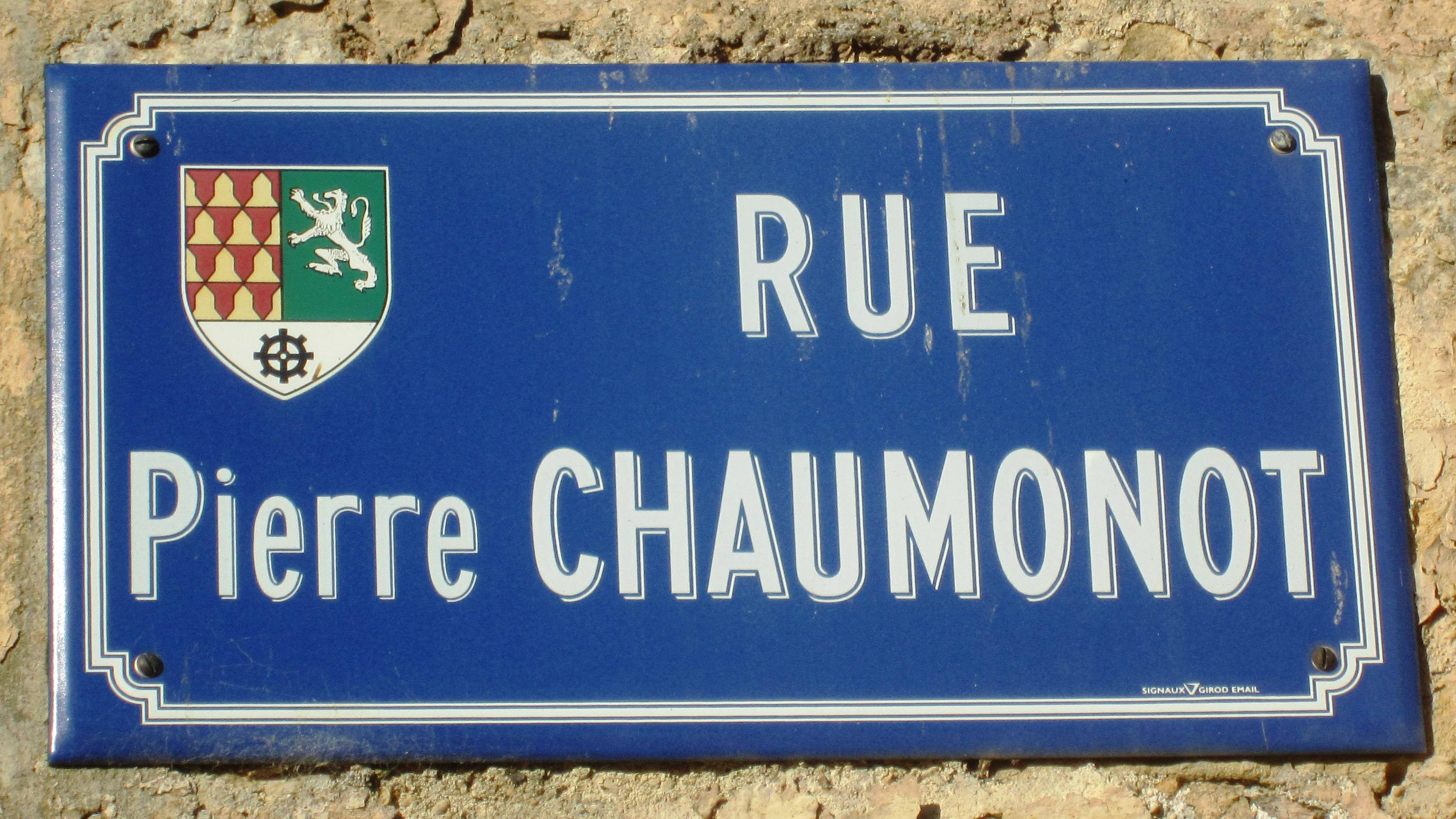
Rue Chaumonot à Sainte-Colombe.

- Pierre-Joseph-Marie Chaumonot, missionnaire jésuite au Québec et auteur du premier dictionnaire franco-huron[41], est né à Sainte-Colombe-sur-Seine le 9 mars 1611[42] ;
- Auguste-Frédéric-Louis Viesse de Marmont, châtelain de Châtillon-sur-Seine, fondateur des Forges de Sainte-Colombe en 1822[42] ;
- Joseph Bougueret, né le 24 août 1812 à Gurgy-la-Ville, décédé le 10 mars 1860 à Sainte-Colombe-sur-Seine[43]. Maître des Forges à Boudreville est un des fondateurs, en 1845, de la SCA Bouguéret, Martenot & Cie, raison sociale initiale de Châtillon-Commentry. Maire de Sainte-Colombe-sur-Seine, conseiller général de Recey-sur-Ource d'août 1848 à mars 1860. Le château de Voulaines-les-Templiers appartient toujours à sa descendance ;
- Robert Delavignette, né à Sainte-Colombe-sur-Seine le 29 mars 1897[43] et mort à Paris le 4 février 1976 est un haut fonctionnaire, directeur de l'École nationale de la France d'outre-mer et spécialiste des questions coloniales[42].

### Héraldique
| Blason de Sainte-Colombe-sur-Seine | Blason  | Parti : au 1er vairé d'or et de gueules, au 2e de sinople au lion d'argent, à la terrasse du même chargée d'une roue de moulin crantelée de sable. |
| Blason de Sainte-Colombe-sur-Seine | Détails | Le statut officiel du blason reste à déterminer.                                                                                                   |